# FUSION
FUSION（フュージョン）は、2021年に結成した日本の5人組（解散時は2名）女性ダンスボーカルグループ。F-STYLE所属。
ミス・アース日本代表であった斎藤恭代を中心に結成。斎藤が福岡時代に一緒にいちご姫活動を行っていたものや、上京後に知り合ったアイドルに声をかけメンバーを集め、当初はフリーランスで活動。ライブハウスでの対バン活動を重ね、レーベルから声をかけられることで事務所に所属。しかしこのころからメンバー間の方向性の違いが明確なものとなり脱退が相次ぎ、解散へ至った。

## ディスコグラフィ

### シングル
| No. | 発売日         | タイトル   | 規格     |
| --- | -------------- | ---------- | -------- |
| 1st | 2021年07月07日 | Run to Run | 音楽配信 |
| 2nd | 2021年09月29日 | Erase      | 音楽配信 |
| 3rd | 2021年12月03日 | Rejoice    | 音楽配信 |
| 4th | 2022年05月06日 | Look at me | 音楽配信 |

## メンバー
| 名前            | 生年月日（年齢）      | 出生地 | 血液型 |
| --------------- | --------------------- | ------ | ------ |
| Yasuyo 斎藤恭代 | 1996年4月22日（29歳） | 栃木県 | A型    |
| Kazusa 大山和紗 | 1996年3月3日（29歳）  | 岐阜県 | O型    |

### 元メンバー
- 荒木双葉

- 中谷桃花

- 玉田美羽

## 公演

### 単独ライブ
- FUSION FIRST ONE MAN LIVE ~Start~（Club Asia、2022年5月29日)